# Davide Rigon
Davide Rigon (Thiene, Vicenza, 26 de agosto de 1986) es un piloto de automovilismo italiano. Actualmente disputa el Campeonato Mundial de Resistencia con una Ferrari semioficial del equipo AF Corse.

## Carrera deportiva
Rigon comenzó su carrera deportiva en la Fórmula BMW ADAC en 2003, progresó al Campeonato Italiano de Fórmula Renault y el Fórmula 3 Italiana. Ganó el título de la Fórmula Azzurra en 2005, y terminó segundo en la Fórmula 3 Italiana del año siguiente.

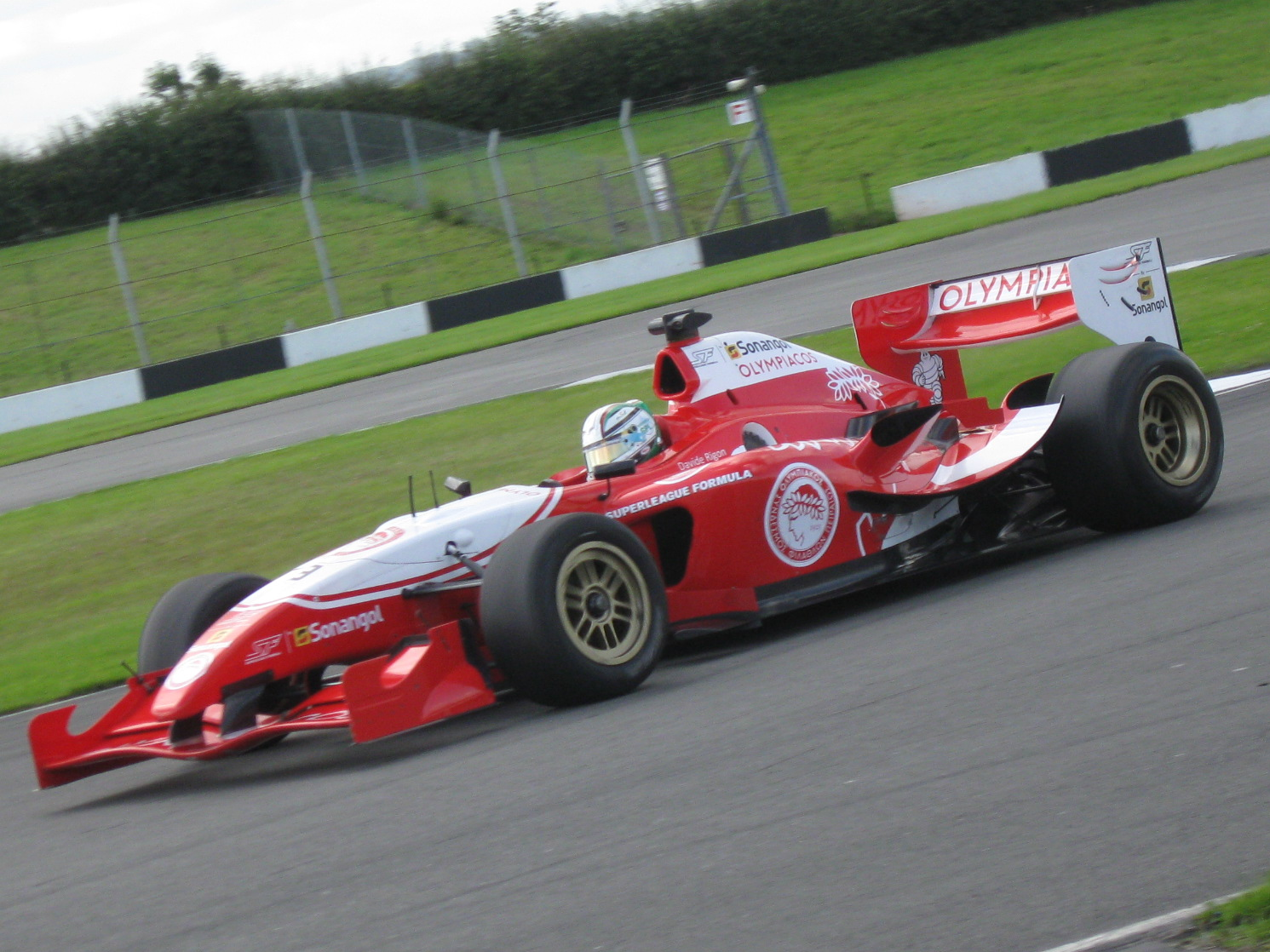
Rigon corriendo para el Olympiacos.

En 2007, Rigon ganó el campeonato Euroseries 3000, ganando tres carreras. También corrió en Italia en la temporada 2007-08 A1 Grand Prix. En 2008, compitió en la clase GT2 del Campeonato FIA GT para el BMS Scuderia Italia, y también en la Fórmula Master Internacional, al mismo tiempo las carreras para Beijing Guoan en la edición inaugural de la temporada 2008 de Superleague Formula en la cual ganó ca
mpeonato, con tres victorias.
Durante la temporada baja, se unió a Trident Racing para competir en la cuarta ronda de la temporada 2008/09 de GP2 Asia Series en Catar. Él anotó sus primeros puntos en la serie, con un séptimo en la penúltima carrera en Baréin. Siguió con un tercero en la última carrera, cuando terminó 17º en el campeonato.
Continuó con el equipo en la temporada 2009 de GP2 Series, pero fue sustituido después de cuatro rondas de Rodolfo González, a pesar de ir superando a su compañero de equipo Ricardo Teixeira toda la temporada. Lo hizo sin embargo a cambio de las rondas del campeonato húngaro, y se ha mantenido con el equipo desde entonces. Regresó a la Superleague Formula, pero con el club del RSC en lugar de Beijing Guoan y ganó su segundo campeonato de esta categoría.
En la primera ronda de la temporada 2011 de GP2 Series Davide se ve involucrado en un fuerte accidente que rompen la tibia y el peroné y le obliga a decir adiós a la temporada.
En 2012 forma parte de la plantilla de pilotos probadores de Ferrari, realizando uno de los test para pilotos no debutantes en F1 (popularmente denominados "de jóvenes pilotos") en el circuito de Magny Cours y siendo posteriormente responsable de la realización de test aerodinámicos para la escudería italiana Además compite en las Blancpaint Endurance Series, formando equipo con Daniel Zampieri y Stefano Gattuso y ocupando la 10.ª posición final en categoría GT3 Pro Cup, con un 3.er puesto en Paul Ricard como mejor resultado. En las World Series by Renault 3.5 el piloto disputó las dos carreras celebradas en Paul Ricard pilotando para la escudería BMW Target, finalizando 19º y 13º en la primera y segunda respectivamente, en lo que suponía su retorno a una competición de monoplazas tras el accidente de 2011.

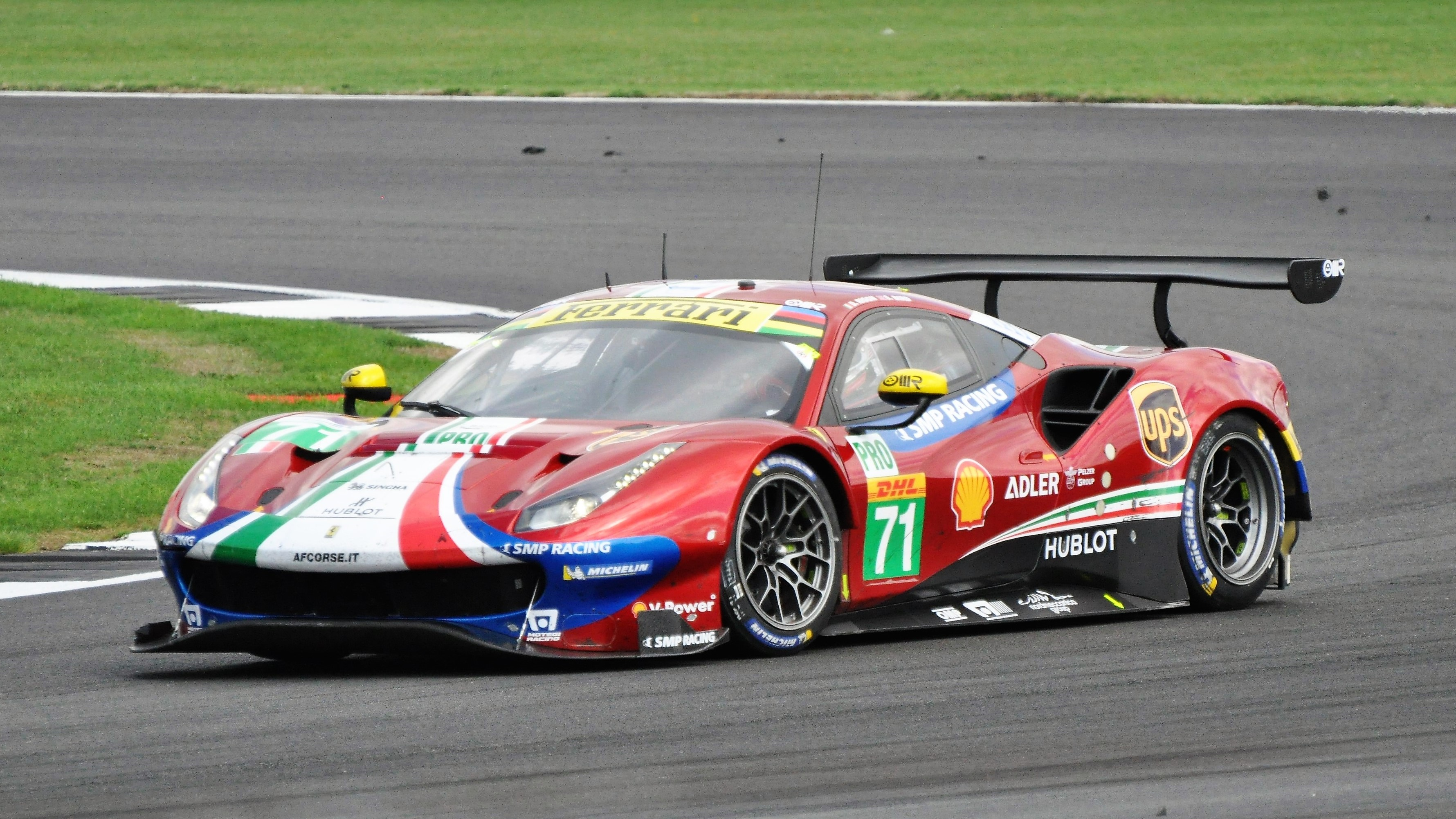
Rigon en Silverstone 2018.

En 2015, Rigon disputó el Campeonato Mundial de Resistencia con una Ferrari 458 del equipo AF Corse. Acompañado de James Calado, resultó segundo en las 24 Horas de Le Mans y fue tercero en cuatro carreras, por lo que culminó quinto en el campeonato de pilotos de GTE. Junto con Sam Bird y al mando de una Ferrari 488, la dupla sumó dos victorias y cinco podios en 2016, para resultar subcampeón de pilotos GT, y contribuyó a que Ferrari logré el título de marcas. Además, Rigon participó de las 24 Horas de Daytona y las 12 Horas de Sebring con una Ferrari 488 de Risi, terminando sexto y cuarto, respectivamente, en la clase GT Le Mans.
En 2017, disputó las 24 Horas de Daytona en la categoría GTD junto al equipo Spirit of Race logrando un mal resultado en esta mítica carrera. En el WEC acabó cuarto ganando dos carreras y también disputó la Blancpain Endurance Series acabando en el cuarto lugar.

## Resultados

### GP2 Asia Series
(Clave) (negrita indica pole position) (cursiva indica vuelta rápida puntuable)

| Año     | Escudería      | 1   | 1   | 2   | 2   | 3    | 3    | 4   | 4   | 5   | 5   | 6    | 6    | Pos. | Puntos | Ref.  |
| ------- | -------------- | --- | --- | --- | --- | ---- | ---- | --- | --- | --- | --- | ---- | ---- | ---- | ------ | ----- |
| 2008-09 | Trident Racing | SHA | SHA | DUB | DUB | SAK1 | SAK1 | LOS | LOS | KUA | KUA | SAK2 | SAK2 | 17.º | 6      | [ 6 ] |
| 2008-09 | Trident Racing |     |     |     |     |      |      | 14  | 15  | Ret | 13  | 7    | 3    | 17.º | 6      | [ 6 ] |

### GP2 Series
(Clave) (negrita indica pole position) (cursiva indica vuelta rápida puntuable)

| Año  | Escudería       | 1   | 1   | 2   | 2   | 3   | 3   | 4   | 4   | 5   | 5   | 6   | 6   | 7   | 7   | 8   | 8   | 9   | 9   | 10  | 10  | Pos. | Puntos | Ref.  |
| ---- | --------------- | --- | --- | --- | --- | --- | --- | --- | --- | --- | --- | --- | --- | --- | --- | --- | --- | --- | --- | --- | --- | ---- | ------ | ----- |
| 2009 | Trident Racing  | BAR | BAR | MON | MON | EST | EST | SIL | SIL | NÜR | NÜR | BUD | BUD | VAL | VAL | SPA | SPA | MNZ | MNZ | ALG | ALG | 22.º | 3      | [ 7 ] |
| 2009 | Trident Racing  | 17  | 21† | 9   | 7   | 10  | 8   | 16  | 20  |     |     | 8   | Ret | 12  | 7   | Ret | 5   | 9   | 8   | 14  | 9   | 22.º | 3      | [ 7 ] |
| 2011 | Scuderia Coloni | EST | EST | BAR | BAR | MON | MON | VAL | VAL | SIL | SIL | NÜR | NÜR | BUD | BUD | SPA | SPA | MNZ | MNZ |     |     | 29.º | 0      | [ 8 ] |
| 2011 | Scuderia Coloni | 10  | Ret |     |     |     |     |     |     |     |     |     |     |     |     |     |     |     |     |     |     | 29.º | 0      | [ 8 ] |

### Campeonato Mundial de Resistencia de la FIA
(Clave) (negrita indica pole position) (cursiva indica vuelta rápida)

| Año     | Escudería         | Clase     | Automóvil              | 1   | 2   | 3   | 4   | 5   | 6   | 7   | 8   | 9   | Pos. | Puntos | Ref.   |
| ------- | ----------------- | --------- | ---------------------- | --- | --- | --- | --- | --- | --- | --- | --- | --- | ---- | ------ | ------ |
| 2013    | 8 Star Motorsport | LMGTE Am  | Ferrari 458 Italia GT2 | SIL | SPA | LMS | SÃO | COA | FUJ | SHA | BHR |     | 10.º | 67     | [ 9 ]  |
| 2013    | 8 Star Motorsport | LMGTE Am  | Ferrari 458 Italia GT2 |     |     | 2   |     |     | 4   | 1   | 2   |     | 10.º | 67     | [ 9 ]  |
| 2014    | AF Corse          | LMGTE Pro | Ferrari 458 Italia GT2 | SIL | SPA | LMS | COA | FUJ | SHA | BHR | SÃO |     | 7.º  | 94     | [ 10 ] |
| 2014    | AF Corse          | LMGTE Pro | Ferrari 458 Italia GT2 | 5   | 3   | Ret | 7   | 2   | 3   | 3   | 3   |     | 7.º  | 94     | [ 10 ] |
| 2015    | AF Corse          | LMGTE Pro | Ferrari 458 Italia GT2 | SIL | SPA | LMS | NÜR | COA | FUJ | SHA | BHR |     | 4.º  | 123    | [ 11 ] |
| 2015    | AF Corse          | LMGTE Pro | Ferrari 458 Italia GT2 | 3   | 7   | 2   | 3   | 3   | 3   | 4   | 6   |     | 4.º  | 123    | [ 11 ] |
| 2016    | AF Corse          | LMGTE Pro | Ferrari 488 GTE        | SIL | SPA | LMS | NÜR | MEX | COA | FUJ | SHA | BHR | 2.º  | 134    | [ 12 ] |
| 2016    | AF Corse          | LMGTE Pro | Ferrari 488 GTE        | 1   | 1   | Ret | 2   | 4   | 3   | 4   | 5   | 3   | 2.º  | 134    | [ 12 ] |
| 2017    | AF Corse          | LMGTE Pro | Ferrari 488 GTE        | SIL | SPA | LMS | NÜR | MEX | COA | FUJ | SHA | BHR | 4.º  | 139.5  | [ 13 ] |
| 2017    | AF Corse          | LMGTE Pro | Ferrari 488 GTE        | 5   | 1   | 4   | 11  | 2   | 3   | 5   | 6   | 1   | 4.º  | 139.5  | [ 13 ] |
| 2018-19 | AF Corse          | LMGTE Pro | Ferrari 488 GTE        | SPA | LMS | SIL | FUJ | SHA | SEB | SPA | LMS |     | 12.º | 54.5   | [ 14 ] |
| 2018-19 | AF Corse          | LMGTE Pro | Ferrari 488 GTE        | 3   | 6   | 16  | 10  | 6   | 6   | 6   | Ret |     | 12.º | 54.5   | [ 14 ] |
| 2019-20 | AF Corse          | LMGTE Pro | Ferrari 488 GTE EVO    | SIL | FUJ | SHA | BHR | COA | SPA | LMS | BHR |     | 8.º  | 86     | [ 15 ] |
| 2019-20 | AF Corse          | LMGTE Pro | Ferrari 488 GTE EVO    | Ret | 5   | 6   | 2   | 5   | 6   | NC  | 3   |     | 8.º  | 86     | [ 15 ] |

### 24 Horas de Le Mans
| Año     | Equipo   | Copilotos                          | Automóvil              | Clase   | Vueltas | Pos. | Pos. Clase |
| ------- | -------- | ---------------------------------- | ---------------------- | ------- | ------- | ---- | ---------- |
| 2014    | AF Corse | Pierre Kaffer Olivier Beretta      | Ferrari 458 Italia GT2 | GTE Pro | 28      | DNF  | DNF        |
| 2015    | AF Corse | James Calado Olivier Beretta       | Ferrari 458 Italia GT2 | GTE Pro | 332     | 21.º | 2.º        |
| 2016    | AF Corse | Andrea Bertolini Sam Bird          | Ferrari 488 GTE        | GTE Pro | 143     | DNF  | DNF        |
| 2017    | AF Corse | Sam Bird Miguel Molina             | Ferrari 488 GTE        | GTE Pro | 339     | 21.º | 5.º        |
| 2018    | AF Corse | Sam Bird Miguel Molina             | Ferrari 488 GTE Evo    | GTE Pro | 338     | 24.º | 9.º        |
| 2019    | AF Corse | Sam Bird Miguel Molina             | Ferrari 488 GTE Evo    | GTE Pro | 140     | DNF  | DNF        |
| 2020    | AF Corse | Sam Bird Miguel Molina             | Ferrari 488 GTE Evo    | GTE Pro | 340     | NC   | NC         |
| 2022    | AF Corse | Antonio Fuoco Miguel Molina        | Ferrari 488 GTE Evo    | GTE Pro | 349     | 30.º | 3.º        |
| 2023    | AF Corse | Francesco Castellacci Thomas Flohr | Ferrari 488 GTE Evo    | GTE Am  | 312     | 31.º | 5.º        |
| Fuente: |          |                                    |                        |         |         |      |            |